# Kujo Yoritsune

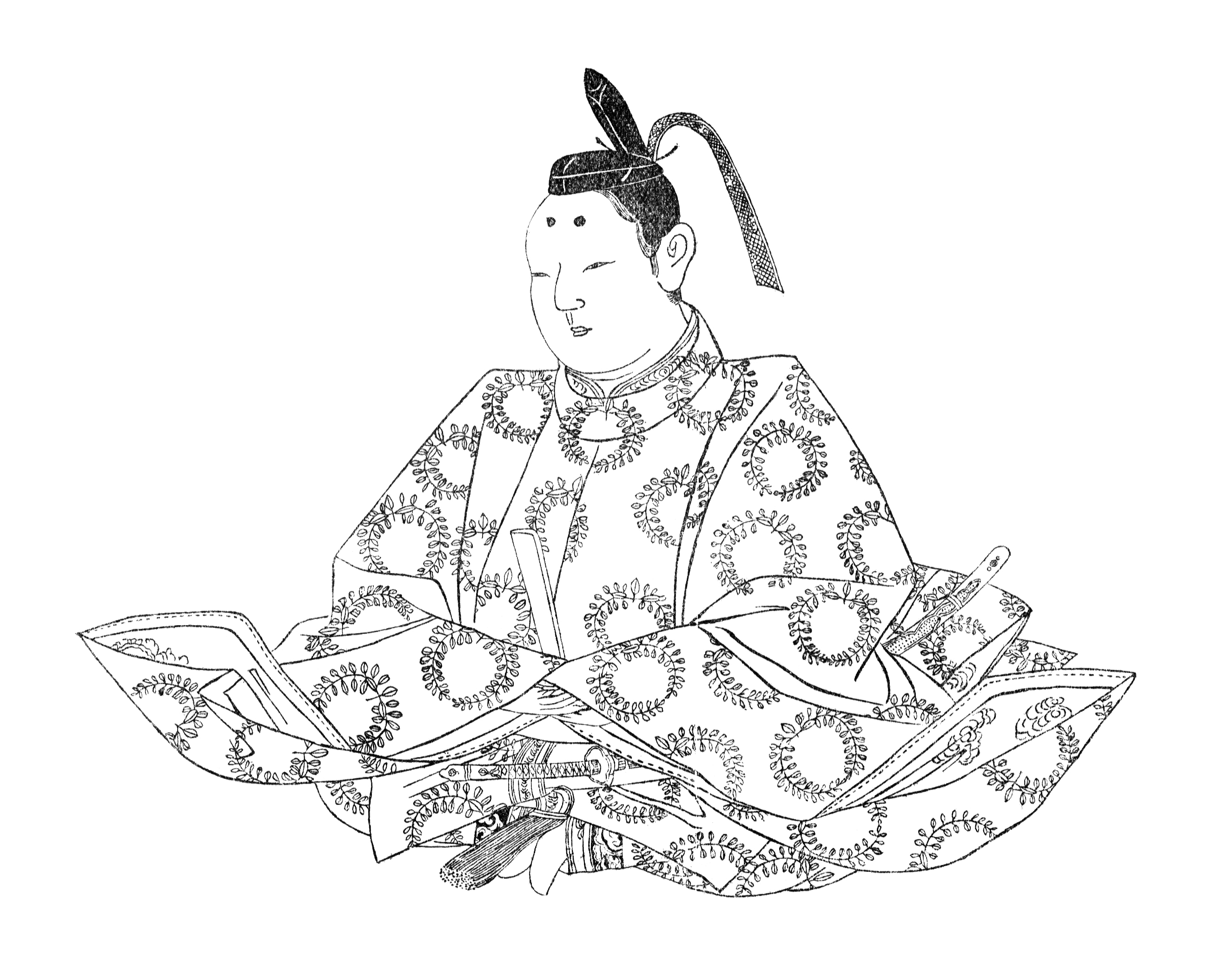
Kujo Yoritsune

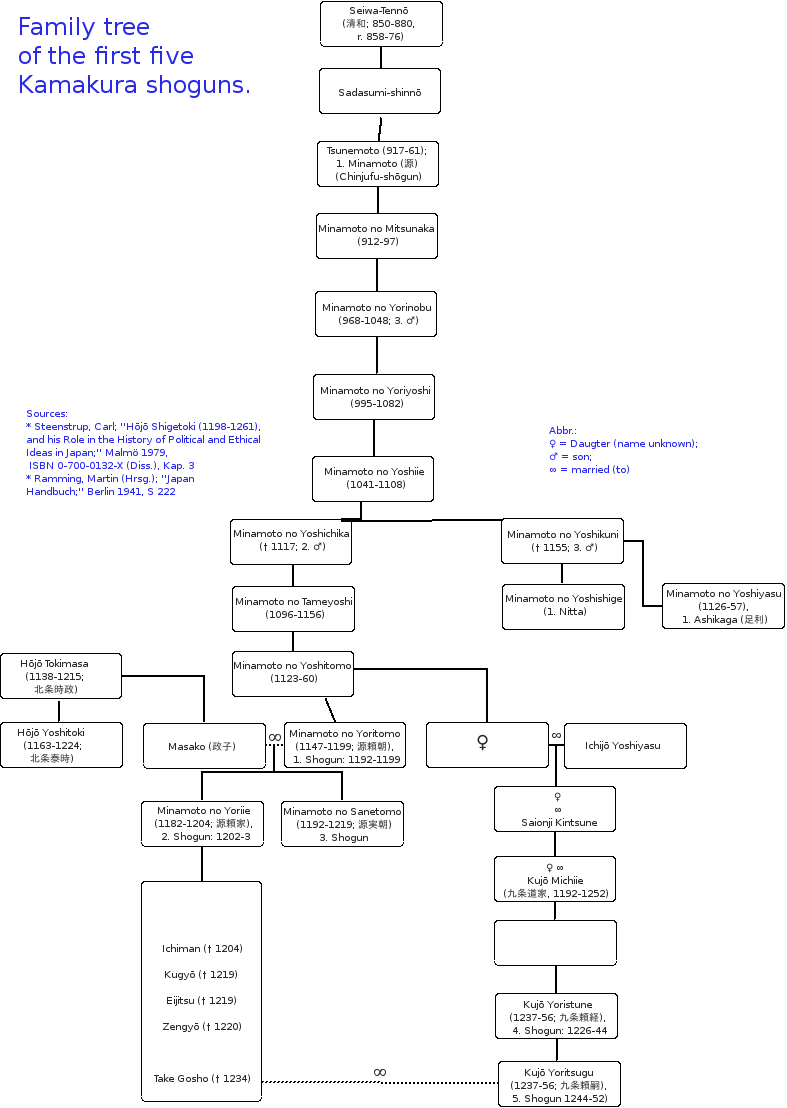
Genealogie van de eerste vijf shoguns.

Kujō Yoritsune (Japans: 九条 頼経) (12 februari 1218 - 1 september 1256) was de vierde shogun (1226-1244) van het Japanse Kamakura-shogunaat. Zijn vader was kanpaku Kujo Michiie en zijn grootmoeder was een nichtje van Minamoto no Yoritomo. Volgens de Chinese astrologie is hij geboren in het jaar van de tijger, in de maand van de tijger, op de dag van de tijger, en vandaar kreeg hij bij zijn geboorte de naam Mitora (三寅, "drievoudige tijger").
Kujo Yoritsune is ook wel bekend als Fujiwara no Yoritsune omdat hij lid was van de machtige Fujiwara-clan. De Kujo-clan was een van de vijf takken van de Fujiwara.

## Gebeurtenissen
Op de leeftijd van zeven jaar, in 1226, werd Yoritsune Seii Taishogun na een politieke overeenkomst tussen zijn vader en de regent (shikken) van het Kamakura-shogunaat Hojo Yoshitoki en Hojo Masako, die hem als marionet gebruikten.
- 1225 (Karoku 1, 11de maand): te Kamakura vinden de ceremonies plaats rondom het bereiken van de volwassen leeftijd van Yoritsune, op de leeftijd van 8 jaar; controle over het shogunaat bleef in handen van Hojo Yasutoki, de shikken.[1]
- 1226 (Karoku 2, 1ste maand): keizer Go-Horikawa promoveert Yoritsune tot de eerste rang van de vijfde klasse binnen de hofranglijsten.[1]
- 1230 (Kanki 2, 12de maand): Yoritsune trouwt met een dochter van Minamoto no Yoriie. Ze is 15 jaar ouder dan hij.[2]
- 1231 (Kanki 3, 2de maand): Yoritsune promoveert tot de tweede rang van de vierde klasse aan het hof.[2]
- 1231 (Kanki 3, 3de maand): Yoritsune wordt benoemd tot linker generaal.[2]
- 1231 (Kanki 3, 4de maand): Yoritsune promoveert tot de eerste rang van de vierde klasse aan het hof.[2]
- 1232 (Jōei 1, 2de maand): Yoritsune promoveert tot de tweede rang van de derde klasse aan het hof.[2]
- 1233 (Tenpuku 1, 1ste maand): Yoritsune krijgt de hoffunctie van provisioneel midden consultant (中納言, Chunagon)[3]
- 1234 (Bunryaku 1, 12de maand): Yoritsune promoveert tot de eerste rang van de derde klasse aan het hof.[4]
- 1235 (Katei 1, 11de maand): Yoritsune promoveert tot de tweede rang van de tweede klasse aan het hof.[4]
- 1236 (Katei 2, 7de maand): Yoritsune promoveert tot de eerste rang van de tweede klasse aan het hof.[4]
- 1237 (Katei 3, 8ste maand): Yoritsune geeft opdracht tot de bouw van een paleis te Rokuhara, Miyako.[4]
- 1238 (Ryakunin 1, 1ste maand): Yoritsune verlaat Kamakura en gaat naar Miyako, onder gezelschap van Yaskutoki troepen uit verschillende provincies. Fujiwara no Yukimitis blijft te Kamakura om de orde te handhaven.[4]
- 1238 (Ryakunin 1, 2de maand): Yoritsune arriveert te Miyako en betrekt zij nieuwe paleis te Rokuhara.[5]
- 1238 (Ryakunin 1, 10de maand): Yoritsune vertrekt uit Miyako en keert terug naar Kamakura.[5]
- 14 juli 1242 (Ninji 3, 15de dag van de 6de maand): shikken Hojo Yasutoki sterft op de leeftijd van 60 jaar. De zoon van Yasutoki Hojo Tsunetoki volgt hem op als shikken, maar Yoritsune zelf neemt de leiding over de bakufu.[6]
- 1244 (Kangen 2): In de lente van dit jaar vinden enkele buitengewone fenomenen plaats in de lucht rond Kamakura die Yoritsune verontrusten.[7]
- 1244 (Kangen 2, 4de maand): De zoon van Yoritsune, Yoritsugu, heeft zijn volwassenwordingsceremonie op de leeftijd van 6 jaar. In dezelfde maand vraagt Yoritsune aan keizer Go-Saga voor toestemming om af te treden als shogun ten gunste van zijn zoon, Kujo Yoritsugu.[7]
- 11 september 1245 (Kangen 3, 7de maand): Yoshitsune scheert zijn hoofd kaal en wordt een boeddhistische priester.[7]
- 1246 (Kangen 4, 7de maand): De zoon van Yoritsune, nu shogun Yoritsugu (die maar 7 jaar oud is) trouwt met de zus van shikken Hojo Tsunetoki.[7]
- 1 september 1256 (Kogen 1, 11de dag van de 8ste maand, 康元一年八月十一日): Kujo Yoritsune sterft op 39-jarige leeftijd.
- 14 oktober 1256 (Kogen 1, 24ste dag van de 9de maand, 康元一年九月二十五日): De zoon van Yoritsune, shogun Kujo Yoritsugu, ook wel bekend als Fujiwara Yoritsugu, sterft op de leeftijd van 18 jaar.[8]

## Tijdperken
De jaren van het shogunaat van Yoriie vallen binnen meerdere Japanse perioden:
- Karokuperiode (1225-1227)
- Anteiperiode (1227-1229)
- Kankiperiode (1229-1232)
- Jōeiperiode (1232-1233)
- Tenpukuperiode (1233-1234)
- Bunryakuperiode (1234-1235)
- Kateiperiode (1235-1238)
- Ryakuninperiode (1238-1239)
- En'ōperiode (1239-1240)
- Ninjiperiode (1240-1243)
- Kangenperiode (1243-1247)